# Georg Altmann

Georg Altmann mit seiner Ehefrau Alice Altmann-Hall

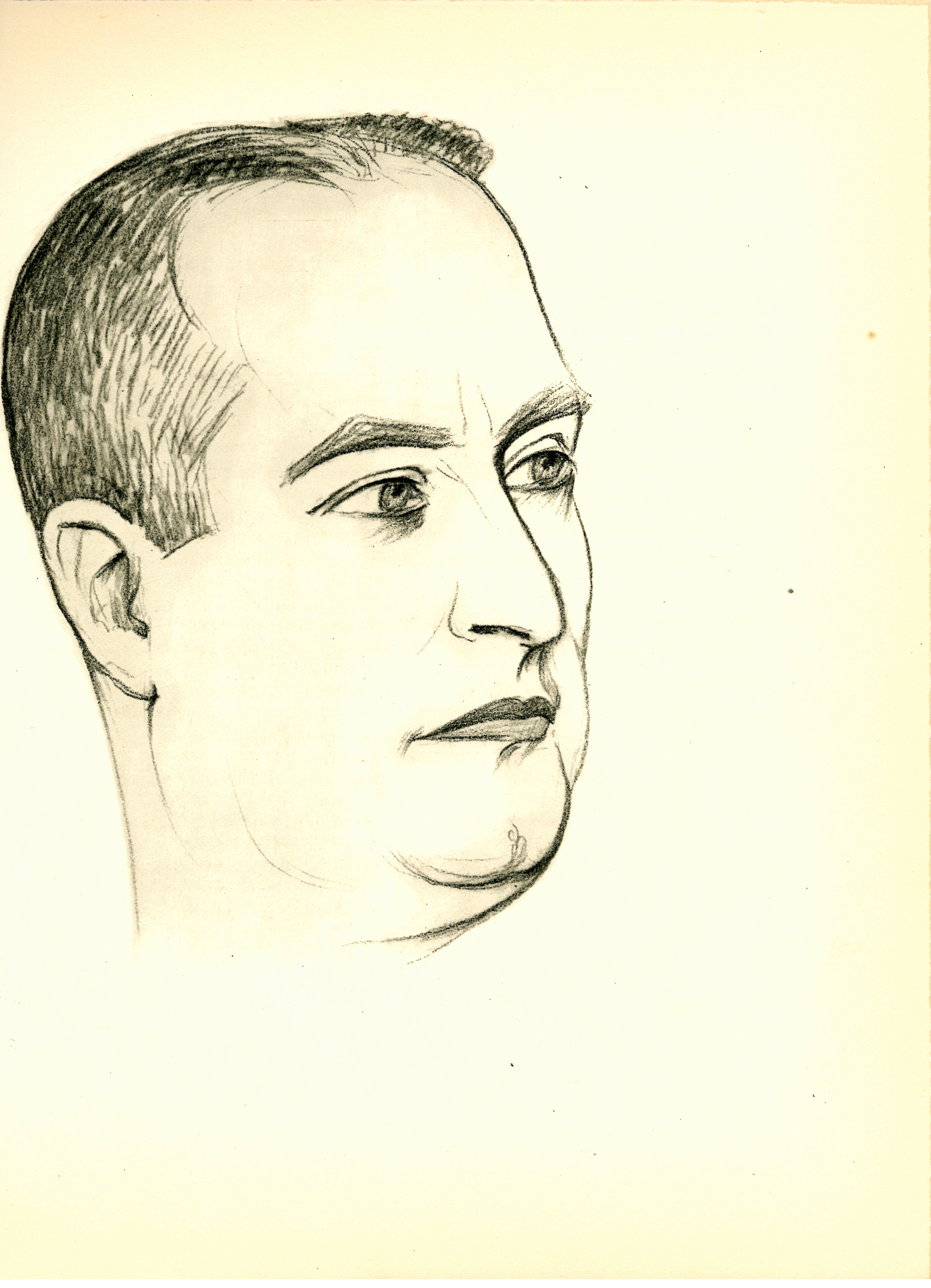
Porträt des Georg Altman, gezeichnet von August Heitmüller, um 1929

Georg Altmann (* 15. Juni 1884 in Berlin als Georg Joseph Altman; † 19. Juni 1962 in Los Angeles) war ein deutscher Theaterleiter und Theaterwissenschaftler.

## Leben
Altmann war das Kind eines jüdischen Kaufleuteehepaares. Nach dem Abitur studierte er in Heidelberg, Berlin, München und Oxford Literatur- und Kunstgeschichte und Philosophie und promovierte 1906 in Jena bei Rudolf Eucken. Schon während des Studiums schauspielerte er in Studentengruppen und sorgte in München für einen Eklat, als er Teile aus Arthur Schnitzlers Reigen im Studententheater uraufführte. Altmann erhielt in Berlin bei Max Reinhardt eine Schauspieler- und Regieausbildung. Schon Anfang 1907 bekam er eine Festanstellung als Regisseur und Dramaturg am Großherzoglichen Hof- und Nationaltheater in Mannheim unter dem Intendanten Carl Hagemann. Altmann heiratete dort 1908 die begüterte US-amerikanische Schauspielerin Alice Hall  und nahm, wie später auch seine zwei Kinder, ihre Staatsbürgerschaft an. Im Jahr 1910 wechselte er an eine Privatbühne nach Hannover und brachte dort im Kontrast zum traditionell ausgerichteten Hannoverschen Hoftheater die europäischen Dramatiker der Zeit auf die Bühne: Ibsen, Hauptmann, Wedekind, Strindberg, Schnitzler, Wilde und Shaw. 1913 folgte er Victor Barnowsky als Leiter des „Kleinen Theaters Unter den Linden“ in seiner Heimatstadt Berlin. Ab 1921 arbeitete er freiberuflich als Gastregisseur, Übersetzer, Lehrbeauftragter und Leiter von Theaterkursen. 
Nachdem im Jahr 1922 noch eine Berufung nach Hannover wegen der vermeintlichen Nähe zu den Theaterunternehmern Rotter gescheitert war, wurde Altmann 1927 auf Initiative des Oberbürgermeisters Arthur Menge und Oberstadtdirektors Heinrich Tramm zum Leiter der Städtischen Bühnen Hannover ernannt.
So wurde Altmann zugleich Direktor der zum „Städtischen Schauspielhaus“ umbenannten Schauburg in Hannover.
Im Unterschied zu seinem Vorgänger Rolf Roenneke glaubte er durch Abstinenz von politischer Stellungnahme seine Theaterarbeit durch die politischen Kämpfe der Weimarer Republik steuern zu können und geriet dadurch in die Schusslinie sowohl der örtlichen SPD, die ihn als zu unmodern kritisierte, als auch der politischen Rechten, der der Spielplan nicht passte und die Maßnahmen gegen die Verjudung des Schauspiels und die Entlassung des Juden Altmann forderte. In seiner konservativen Spielplangestaltung ist für 1929 die Uraufführung Stefan Zweigs Das Lamm des Armen, u. a. mit Theodor Becker, bemerkenswert. Oberbürgermeister Menge versuchte ebenfalls politisch zu taktieren, sagte Maßnahmen gegen die Verjudung des Theaters zu, hielt aber noch im Dezember 1932 an dem Intendanten Altmann fest. Unter den nationalsozialistischen Scharfmachern waren der Gaufachberater für Tonkunst Theodor Abbetmeyer  und der Landschaftsmaler Robert Stratmann. Nach der Machtübergabe an die Nationalsozialisten im Reich kam es schließlich im März 1933 zur Beurlaubung und kurz darauf zur Kündigung Altmanns.
Altmann legte unter Hinweis auf seine US-amerikanische Staatsangehörigkeit Beschwerde gegen seine Entlassung ein, die postwendend am 14. August 1933 zurückgewiesen wurde. Altmann emigrierte nach Nizza und arbeitete dort als Theaterkritiker. 1938 zog er nach San Francisco und inszenierte dort als einer der ersten auf US-amerikanischem Boden Bertolt Brecht. Er zog weiter nach Los Angeles und fand dort Beschäftigungen als Theaterleiter, Dozent der Theaterwissenschaften („Professor“) und Schriftsteller.

## Werke
- Theater pictorial; a history of world theater as recorded in drawings, paintings, engravings, and photographs, Berkeley, University of California Press, 1953.
- Good advice from the "bad" Hamlet quarto, Washington, DC : Univ. and College Theatre Assoc., 1950
- Heinrich Laubes Prinzip der Theaterleitung, Hildesheim : Gerstenberg, 1978, Reprograph. Dr. d. Ausg. Dortmund 1908
- Goethe und Niedersachsen, Hannover : Hahn, 1932
- Alt-Nürnberg. Schwän̈nke, Lieder und Tänze des Hans Sachs und seiner Zeitgenossen, Berlin : Drei Masken-Verl., 1918
- Tristan Bernard, Der reizende Gaston : Lustspiel in 3 Akten, Deutsch von George Altmann, Berlin : Arcadia-Verlag 1925
- Ludwig Devrient : Leben u. Werke e. Künstlers, Berlin : Ullstein A.G. 1926
- Vor fremden und eigenen Kulissen : Geschautes u. Erlebtes, Emsdetten/Westf. : Lechte 1964
- Das Schauspiel unter der Direktion von Dr. George Altman 1927-1933, Berlin : Marita Hasenclever, 1933?
- Meine Anfänge : 1902–1910, 1933–1946.